# Sophie Agnel
Sophie Agnel (* 1964 in Paris) ist eine französische Pianistin des Creative Jazz und der Improvisationsmusik, die insbesondere für die von ihr erweiterten Klangmöglichkeiten auf dem präparierten Klavier bekannt ist. Daneben setzt sie aber auch Synthesizer ein.

## Leben und Wirken
Agnel vertiefte ihr klassisches Musikstudium in Paris zwischen 1985 und 1989 mit dem Schwerpunkt Jazz und Improvisation bei George Russell und David Liebman, bevor sie 1991 in den Musikwissenschaften abschloss. Während des Studiums spielte sie mit ihrem Jazztrio, aber auch Chansons und afro-kubanische Musik. Seit den 1990er Jahren tritt sie einerseits als Solistin auf (etwa 2007 auf dem Total Music Meeting), arbeitet aber auch in Duos mit Bruno Chevillon, Paul Rogers, Phil Minton, Christine Wodrascka oder Catherine Jauniaux und in Trios mit Musikern wie Noël Akchoté / Christian Rollet, Hélène Breschand/Thierry Madiot, Michel Doneda/Michael Nick, eRikm/Axel Dörner. Daneben spielte sie im Ensemble Archipel. Mit ihrem Qwat Neum Sixx (mit Daunik Lazro, dem Geiger Michael Nick und dem Live-Elektroniker Jérôme Noetinger) trat sie 2008 in Ulrichsberg auf. Weiterhin arbeitet sie regelmäßig mit Fabrice Charles, Jean Pallandre, John Butcher (Fluid Fixations, 2024), Andrea Neumann, Rhodri Davies, Claire Bergereau und Ikue Mori.
Agnel legte weiterhin Alben vor mit Christian Brazier, Sunny Murray, Rasul Siddik, Lionel Marchetti und Jérôme Noetinger, Olivier Benoît (Rip Stop), Guillaume Orti, Christine Wodrascka, Pascale Labbé, Alex Grillo, Phil Minton sowie Martin Brandlmayr, Martin Siewert und Joe Williamson. 2014 holte sie Olivier Benoît ins Orchestre National de Jazz.
Sie war 15 Jahre lang als Musikpädagogin tätig, gründete an der Musikschule von Toulouse, wo sie ihren Lebensmittelpunkt hat, eine Improvisationswerkstatt und leitet auch in anderen französischen Städten Klassen für kollektive Improvisation (mit Kindern, Jugendlichen und Erwachsenen, aber auch mit weiblichen Gefangenen).

## Diskografie
- Capsizing Moments (Emanem 2008; Soloalbum)
- Quatuor qwat neum sixx (2007)
- Archipel: Space Casino (mit Emmanuel Petit, Lionel Marchetti, Mathieu Werchowski, Pascal Battus)
- Sophie Agnel / Daunik Lazro: Marguerite d’Or Pâle (Fou Records, 2016)

## Hörspiel
- Oh Endless Is This Misery, Live-Hörspiel zum Weltkongress gegen Imperialismus und Kolonialismus von 1929 in Frankfurt am Main. Von und mit Sophie Agnel, Oliver Augst, Bonćhaka, Marcel Daemgen, Ehinger, Horny, Kashakashvili, Philippe Pirotte, Tracey Rose, Melati Suryodarmo, Sadie Woods; hr, Mousonturm 2023[1]